# 林茨艺术设计大学
林茨艺术设计大学（德文：Universität für künstlerische und industrielle Gestaltung Linz）位于奥地利林茨，是该市的四所大学之一。

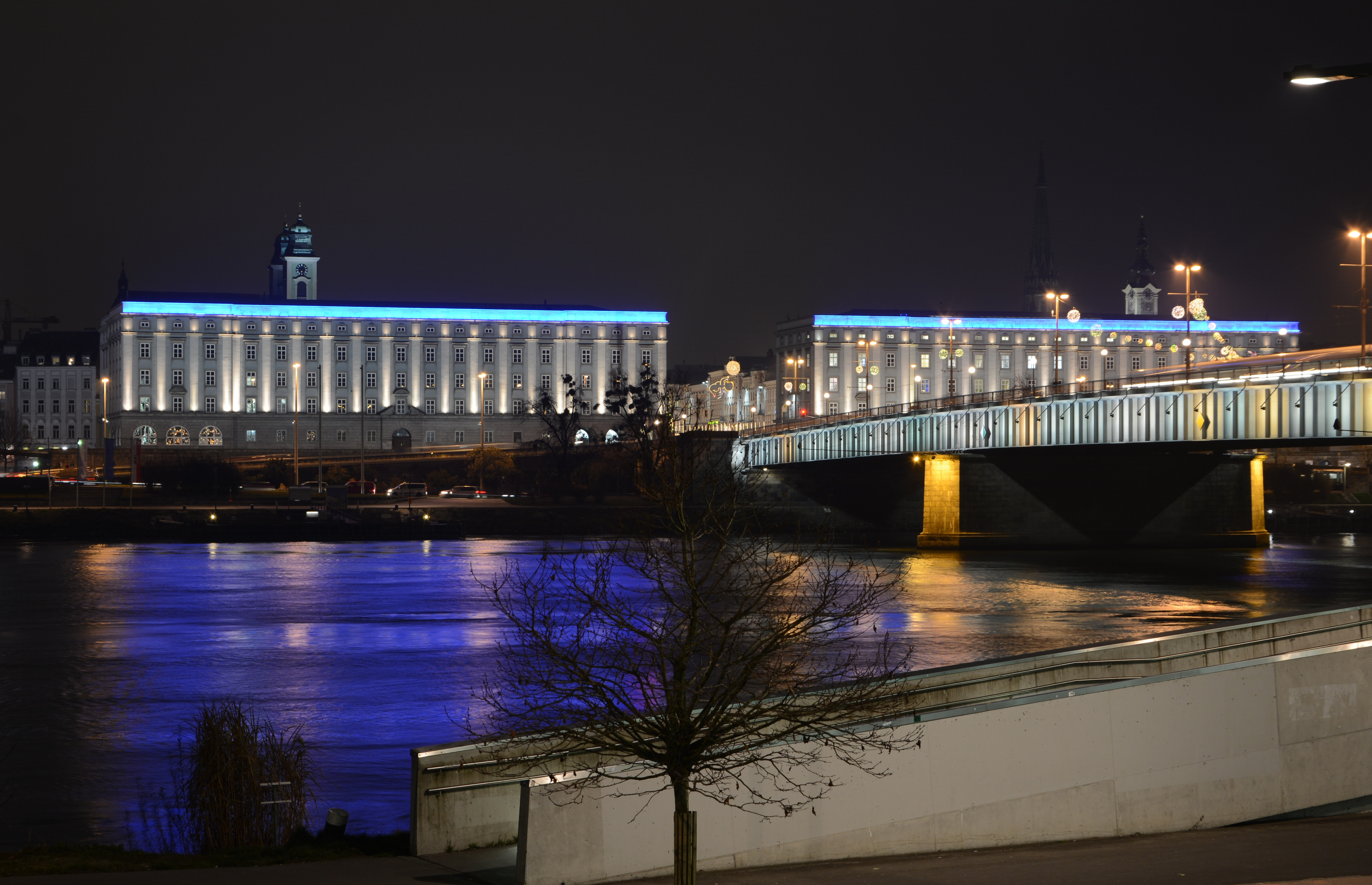
University of Art and Design Linz

## 历史沿革
林茨艺术设计大学源自林茨市1947年成立的艺术学院（Kunstschule），该学院于1973年获得学术地位，1998年取得大学地位。